# Nagylók
Nagylók község Fejér vármegyében, a Sárbogárdi járásban.

## Fekvése
Fejér vármegye középső részén, a Mezőföldön, Sárosd és Sárbogárd között fekszik. A környező települések közül Hantos 4,5, Sárosd és Mezőfalva 11-11, Nagyvenyim 11,5, Dunaújváros pedig 17,5 kilométer távolságra található. Viszonylag közel fekszik hozzá Sárszentágota és Sárkeresztúr, de utóbbi két községgel közvetlen közúti összeköttetése nincs.
Autóval a 6217-es úton érhető el Kislók és Hantos felől, de a központjába csak a 62 116-os számú, öt számjegyű mellékút vezet. Ez a mellékút lényegében feloldódik a falu utcái között, így a község közúton zsáktelepülésnek számít. Vonattal a Pusztaszabolcs–Pécs-vasútvonalon juthatunk el a településre, Nagylók vasútállomás a község északnyugati részén található.

## Története
A terület már a római időkben is lakott hely volt, a környéken ókori sírokat találtak, melyek kocsirészeket is tartalmaztak. A települést az oklevelekben 1344-ben említik először a töbörzsöki hatalmaskodásokhoz kiküldött királyi ember nevében, ekkor Lok ként, később: Nagy-, vagy Öreg-Lók-ként is írták nevét. A település a 16. században a gróf milványi Cseszneky család birtoka, majd a török kiűzése után a gróf kéthelyi Hunyady meg a gróf zicsi és vázsonykői Zichy családok voltak a falu urai, akik mellett néhány köznemesi család, így például a nagylóki Gyulassyak is rendelkeztek itt földbirtokkal.

## Közélete

### Polgármesterei
- 1990–1994: Szenci György (független)[7]
- 1994–1998: Szenci György (független)[8]
- 1998–2002: Szenci György (független)[9]
- 2002–2004: Barabás György (független)[10]
- 2004–2006: Tóth József (független)[11]
- 2006–2010: Tóth József (független)[12]
- 2010–2014: Tóth József (független)[13]
- 2014–2019: Tóth József (független)[14]
- 2019–2024: Tóth József (független)[15]
- 2024– : Tóth József (független)[1]

A településen 2004. május 16-án időközi polgármester-választást tartottak, az előző polgármester lemondása miatt.

## Népesség
A település népességének változása:
| Lakosok száma | 1056 | 1029 | 1040 | 1044 | 999  | 988  | 987  |
|               | 2013 | 2014 | 2015 | 2021 | 2022 | 2023 | 2024 |

A 2011-es népszámlálás során a lakosok 90,7%-a magyarnak, 0,5% németnek, 0,5% románnak mondta magát (9,3% nem nyilatkozott; a kettős identitások miatt a végösszeg nagyobb lehet 100%-nál). A vallási megoszlás a következő volt: római katolikus 43,1%, református 9,7%, evangélikus 1,3%, görögkatolikus 0,2%, felekezeten kívüli 22,2% (22,4% nem nyilatkozott).
2022-ben a lakosság 91,9%-a vallotta magát magyarnak, 0,5% cigánynak, 0,4% németnek, 0,2% románnak, 0,2% görögnek, 1,6% egyéb, nem hazai nemzetiségűnek (8,1% nem nyilatkozott; a kettős identitások miatt a végösszeg nagyobb lehet 100%-nál). Vallásuk szerint 26,7% volt római katolikus, 6,6% református, 0,7% evangélikus, 0,3% görög katolikus, 0,2% ortodox, 2,2% egyéb keresztény, 0,9% egyéb katolikus, 23,9% felekezeten kívüli (38,2% nem válaszolt).

## Nevezetességei
- Római katolikus templom
- Református templom
- Piroska-tó
- A gróf Hunyady család síremléke
- Régi temető

## Erdőmajor
Közigazgatásilag Nagylókhoz tartozik a ma két lakatlan házból álló Erdőmajor, amely Nagylók centrumától 4,5 kilométerre fekszik délkeleti irányban. Erdőmajor a 6217-es közút mellett fekszik.